# Semana (revista española)
Semana es una revista del corazón y sociedad española de publicación semanal, que llega a los puntos de venta cada miércoles. Es una de las publicaciones españolas con más éxito.

## Historia
El primer ejemplar de Semana vio la luz el 27 de febrero de 1940. La revista tenía cuarenta y ocho páginas y su precio era de cincuenta céntimos. En julio de 1967, los entonces príncipes de España, Juan Carlos y Sofía, visitaron la redacción de Semana, con motivo de la publicación del coleccionable Alfonso XIII y su tiempo. Este coleccionable supuso un punto de inflexión en la historia de Semana y su despegue como una de las publicaciones de más éxito de las últimas siete décadas.